# Belastungsfahrzeug
Belastungsfahrzeug werden allgemein Fahrzeuge genannt, die für die Probebelastung von Brücken zum Einsatz kommen (z. B. Panzer Leopard 2). Weil bei der Überfahrt schwerer Fahrzeuge grundsätzlich die Gefahr besteht, dass das Bauwerk beschädigt wird, wurde für die risikofreie Prüfung ein Sonderfahrzeug, das Belastungsfahrzeug BELFA entwickelt.

## Entwicklung
Eine Forschungskooperation aus Hochschule Bremen (Projektleitung), TU Dresden, HTWK Leipzig und Bauhaus-Universität Weimar erforschte ab 1989 in zwei vom Bundesministerium für Bildung und Forschung (BMBF) geförderten Projekten die wissenschaftlichen Grundlagen für experimentelle Tragsicherheitsbewertungen im Bereich des Hoch- und Brückenbaus. Daraus ging u. a. die DAfStb-Richtlinie für Belastungsversuche an Betonbauwerken hervor.
Um Straßenbrücken effizienter prüfen können, befasste sich die Forschungskooperation von 1999 bis 2002 mit der ebenfalls vom BMBF geförderten Entwicklung des BELFA. Es sollte ein System entwickelt werden, das im Gegensatz zur bisherigen Prüftechnik schnell und flexibel einsetzbar ist, keine langen Sperrungen erfordert und ohne Eingriffe in die Bauwerksabdichtung auskommt. Nach mehreren Iterationsschritten stand das endgültige Konzept des BELFA: Ein Sattelzug für die Untersuchung von Brücken, optimal bis 18 m Stützweite und einer maximalen Prüflast von 1500 kN. Damit können die üblichen Brückenklassen überprüft werden. Dieses Fahrzeug ist weltweit einmalig. Nach dem Bau und der Erprobung des Gerätes fand der erste Einsatz im Jahre 2001 an einer Straßenbrücke in Neu Kaliß, Mecklenburg-Vorpommern, statt. Seit 2015 kommt das Belastungfahrzeug für die Materialprüfungsanstalt Leipzig (MFPA Leipzig GmbH) zum Einsatz.

## Technische Beschreibung

### Fahrzeug
BELFA ist ein Sattelzug mit 4-achsiger Schwerlastzugmaschine und 5-achsigem Sattelanhänger, der mit einer hydraulischen Zwangslenkung ausgestattet ist. Im Transportzustand ist es ca. 22,50 m lang, 2,75 m breit und hat ein Gesamtzuggewicht von ca. 80 t. Für die Fahrt auf öffentlichen Straßen ist eine Erlaubnis nach § 29 Abs. 3 der Straßenverkehrs-Ordnung (Deutschland) und ein Begleitfahrzeug BF 3 erforderlich. Die Herstellerbezeichnung des Sattelanhängers lautet SX 50 ZEL.

### Prüfanlage
Herzstück des BELFA ist eine Hydraulikanlage, wie sie üblicherweise in Werkstoffprüfmaschinen zum Einsatz kommt. Am hinteren Fahrzeugteil befinden sich die Steuerkabine, die Hydraulikpumpen und ein Generator. 5 Hydraulikzylinder mit Lasteinleitungstraversen (so genannte Prüftraversen) können beliebig in Längsrichtung verfahren werden, um die Lasten auf dem Bauwerk regelbar einzuleiten.

### Funktion
Bevor das BELFA in die Versuchsposition gebracht wird, muss der vordere Fahrzeugteil teleskopiert werden. Anschließend zieht die Zugmaschine das Fahrzeug über das zu untersuchende Bauwerk, wobei der schwere 5-achsige Hinterwagen vor dem Bauwerk verbleibt. Ist die Versuchsposition erreicht werden die Abstützungen über die Widerlager oder Pfeiler geschoben und ausgefahren, so dass der zu untersuchende Teil des Bauwerks lastfrei ist. Mit dem Ladekran des BELFA werden 6 Stahlgewichte an beliebiger Stelle auf dem Fahrzeug abgelegt, um dessen Schwerpunkt an die Prüfaufgabe anzupassen. Durch das Auflegen von bis zu 40 t Zusatzballast ist es möglich, die verfügbare Prüflast weiter zu steigern. Schließlich werden die Prüftraversen an die Stellen des Bauwerks verfahren, die vorher durch eine Vorberechnung bestimmt worden sind.

## Einsatzerfahrungen

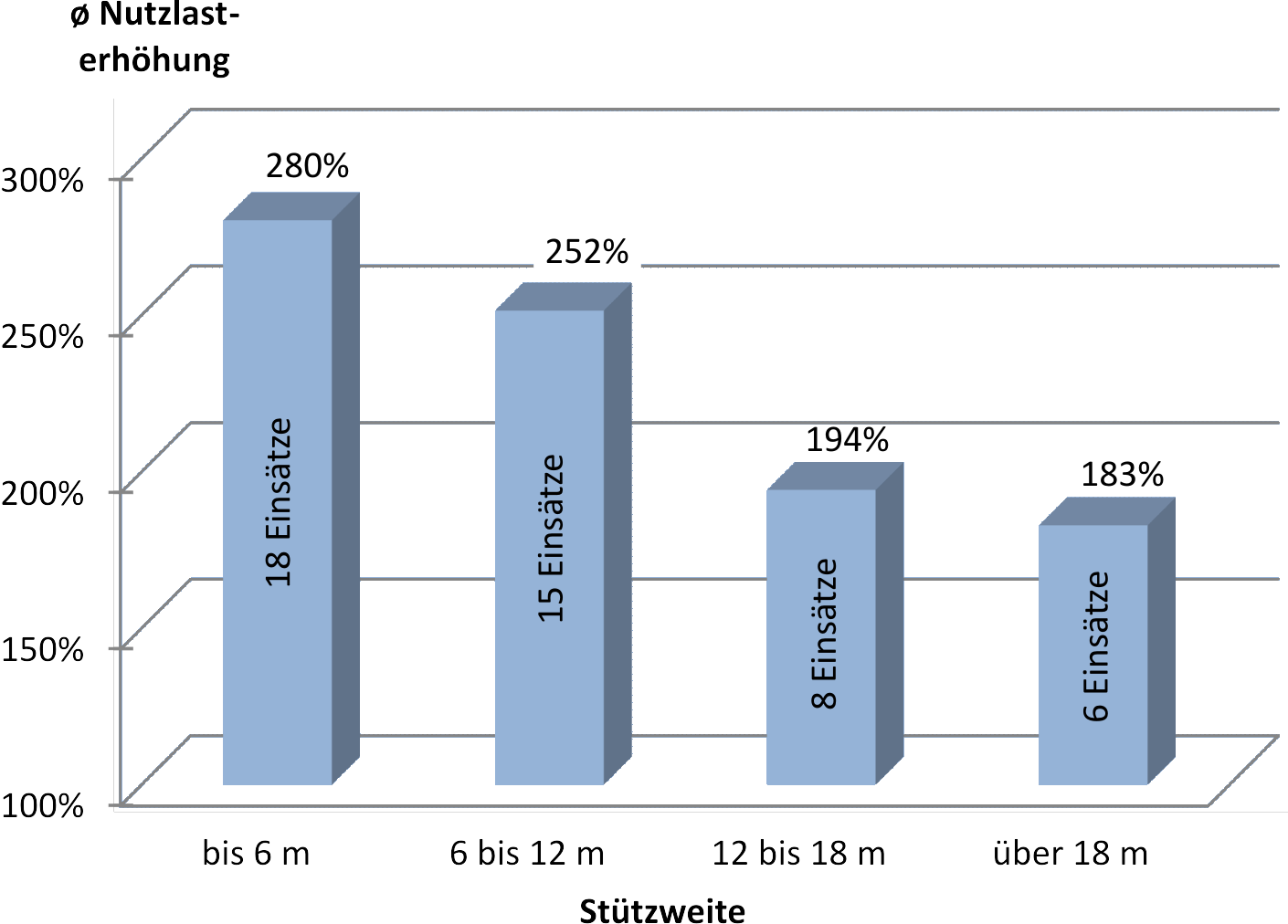
Statistik: Ergebnisse (Nutzlasterhöhungen) bisheriger Einsätze

Bis heute kam das Gerät bei Probebelastungen an 2 Abwassersonderbauwerken und 45 Brücken mit insgesamt 85 Feldern im In- und Ausland zum Einsatz. Dabei konnten hilfreiche Erkenntnisse und zum Teil erstaunliche Ergebnisse gewonnen werden: manch marode wirkende Brücke hat ein gesünderes Innenleben und ist noch deutlich belastbarer als zunächst vermutet. Oft konnte sogar eine höhere Brückenklasse empfohlen werden. Dabei war unerheblich, ob die Nachweise alle Brückenelemente (Überbau, Auf- und Widerlager sowie Gründung) umfassten, welches Tragwerk vorhanden war (Platte, Trägerrost, Gewölbe) und aus welchem Baumaterial das Bauwerk erstellt worden war. Im Sommer 2015 wurde mithilfe des Belastungsfahrzeugs die Gustav-Esche-Brücke in Leipzig auf ihre Tragfähigkeit getestet.

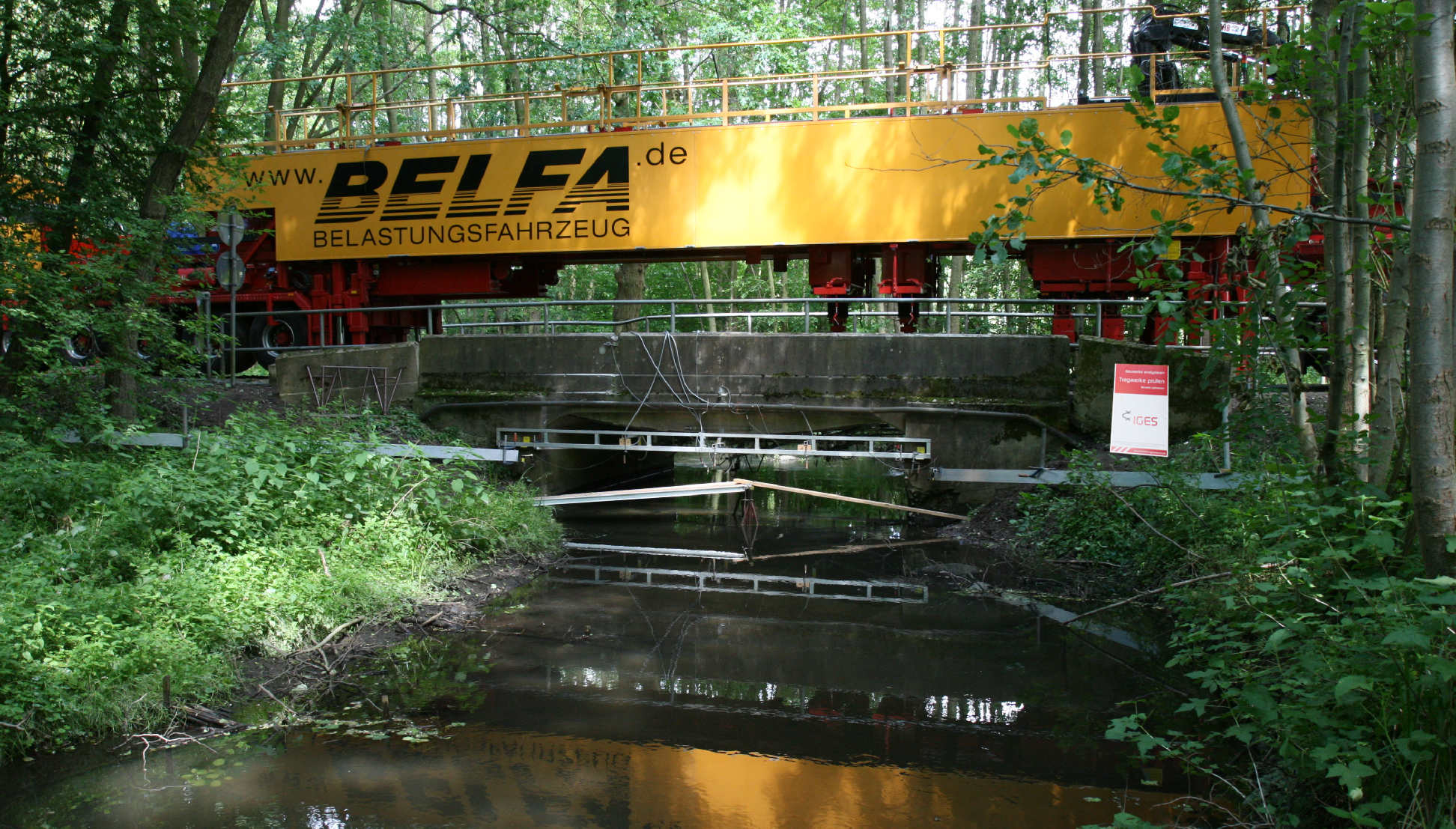
Bergen (Nds.) – 2009
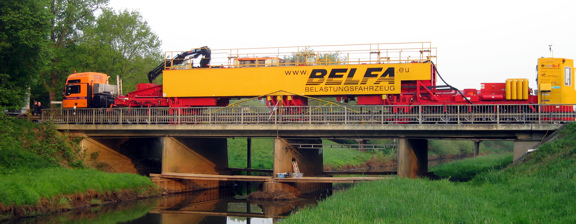
Essen (OL) – 2011
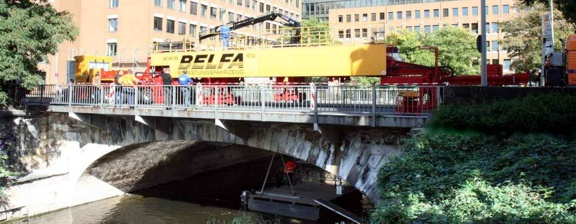
Hannover – 2012
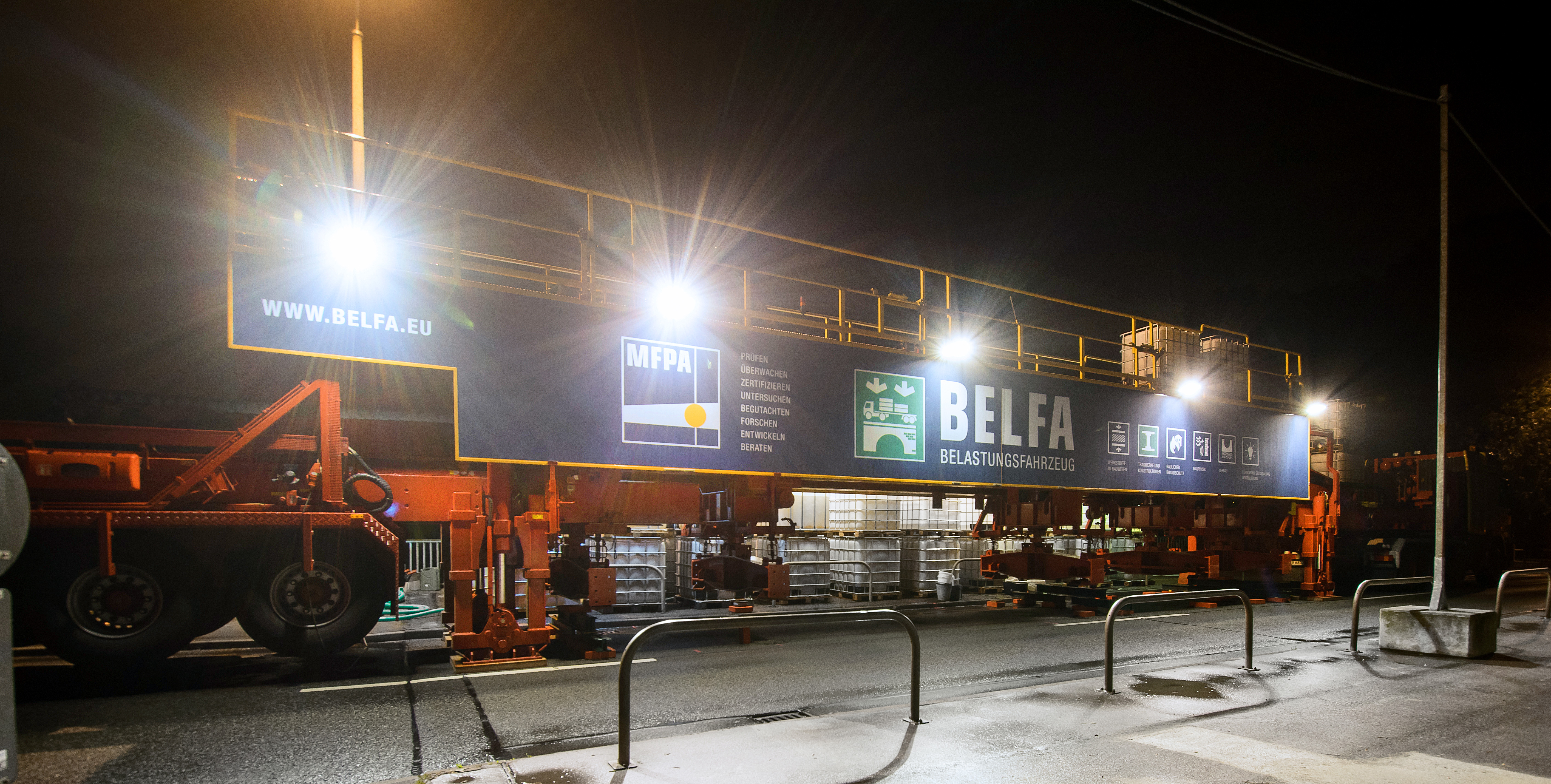
Leipzig – 2015
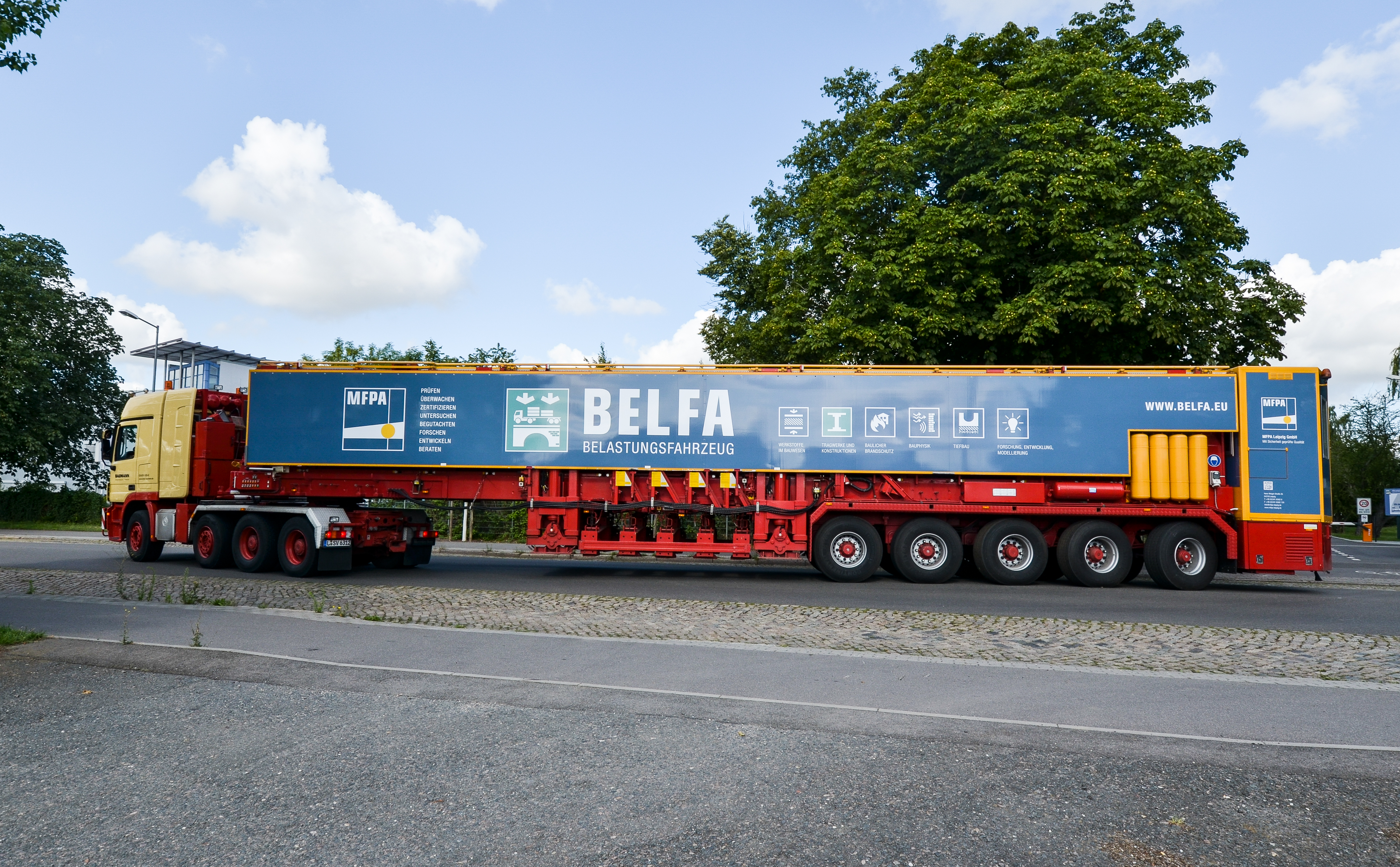
Leipzig – 2015